# Сто лет одиночества (альбом)
«Сто лет одино́чества» — второй студийный альбом сибирской психоделической рок-группы «Егор и Опизденевшие», записанный с 1991 по 1992 год и выпущенный в 1993 году. С точки зрения Егора Летова, лидера и автора песен группы, является одним из самых цельных и лучших альбомов в истории творчества как «Опизденевших», так и «Гражданской обороны».

## История записи
В начале 1990-х годов Летов не был уверен, стоит ли ему продолжать заниматься музыкой. Однако в интервью после выхода альбома «Прыг-скок» он упомянул о желании выпустить последний альбом, посвящённый любви.
По словам Летова, все песни альбома были написаны в изменённом состоянии сознания.

Я разрабатывал те принципы, которые были заложены в песне «Прыг-скок», и доводил их до полного логического завершения. Таким завершением явился альбом «Сто лет одиночества». Эти поиски были связаны с ЛСД, с медитацией, с дыханием и со всевозможной трансцендентной работой.— Егор Летов: именно так всё и было. Творческо-политическая автобиография
Альбом записывался в рекордно длинное для Летова время — с января 1991-го по июль 1992 года. Ключевой песней в создании альбома стала «Вечная весна», после сочинения которой Летов понял, что пишет не просто материал, а нечто особенное.

Именно после её написания стало окончательно ясно, что то, что мы делаем — это не просто накопление нового материала, который может впоследствии быть как угодно собран, назван и запущен, а нечто особенное. Новое. Цельное. То, чего мы не делали никогда раньше.— Комментарий к песне «Вечная весна» на переиздании 2005 года

## Список композиций
Слова и музыка всех песен — Егора Летова, кроме отмеченных.
| №   | Название                                                   | Текст песни                    | Музыка | Длительность |
| --- | ---------------------------------------------------------- | ------------------------------ | --- | ------------ |
| 1.  | «Свобода»                                                  |                                | |              |
| 2.  | «Евангелие»                                                |                                | |              |
| 3.  | «Глина научит»                                             |                                | |              |
| 4.  | «Дрызг и брызг»                                            |                                | Егор Летов, Константин Рябинов                                                                                  |              |
| 5.  | «Вечная весна»                                             |                                | В изданиях 1993—2000 и 2016/2018: Егор Летов, Игорь Жевтун, Константин Рябинов В изданиях 2005—2014: Егор Летов |              |
| 6.  | «Привыкать»                                                |                                | |              |
| 7.  | «Зерно на мельницу»                                        |                                | |              |
| 8.  | «Всё ли понарошку»                                         |                                | |              |
| 9.  | «Зря вы это всё»                                           |                                | Егор Летов, Константин Рябинов                                                                                  |              |
| 10. | «Офелия»                                                   |                                | |              |
| 11. | «Передозировка»                                            |                                | |              |
| 12. | «Простор открыт»                                           |                                | |              |
| 13. | «Будьте здоровы (Живите богато)»                           | Егор Летов, Константин Рябинов | Егор Летов, Константин Рябинов                                                                                  |              |
| 14. | «Как-то утром на рассвете»                                 | Егор Летов, Константин Рябинов | — |              |
| 15. | «Туман»                                                    | Александр Колкер               | Ким Рыжов |              |
| 16. | «В начале было слово»                                      |                                | Егор Летов, Константин Рябинов, Александр Рожков                                                                |              |
| 17. | «Семь шагов за горизонт»                                   |                                | |              |
| 18. | «Семь шагов за горизонт, часть 2»                          |                                | Егор Летов, Константин Рябинов                                                                                  |              |
| 19. | «Следы на снегу»                                           |                                | |              |
| 20. | «Поживём — увидим»                                         |                                | |              |
| 21. | «Сто лет одиночества»                                      |                                | |              |
| 22. | «О отшествии преподобнаго в пустыню от славы человеческия» | —                              | Егор Летов, Константин Рябинов                                                                                  |              |

- Всё записано с января 1991 по июль 1992 года в ГрОб-студии в Омске, кроме:
  - № 15 — 18 декабря 1989 года[1].

Золотая долина
| №                   | Название                                                   | Текст песни                    | Музыка | Длительность |
| ------------------- | ---------------------------------------------------------- | ------------------------------ | --- | ------------ |
| 1.                  | «Свобода»                                                  |                                | | 3:06         |
| 2.                  | «Евангелие»                                                |                                | | 3:00         |
| 3.                  | «Глина научит»                                             |                                | | 4:04         |
| 4.                  | «Дрызг и брызг»                                            |                                | Егор Летов, Константин Рябинов                                                                                  | 1:58         |
| 5.                  | «Вечная весна»                                             |                                | В изданиях 1993—2000 и 2016/2018: Егор Летов, Игорь Жевтун, Константин Рябинов В изданиях 2005—2014: Егор Летов | 6:16         |
| 6.                  | «Привыкать»                                                |                                | | 3:35         |
| 7.                  | «Зерно на мельницу»                                        |                                | | 2:52         |
| 8.                  | «Всё ли понарошку»                                         |                                | | 3:03         |
| 9.                  | «Зря вы это всё»                                           |                                | Егор Летов, Константин Рябинов                                                                                  | 7:49         |
| 10.                 | «Офелия»                                                   |                                | | 5:01         |
| 11.                 | «Передозировка»                                            |                                | | 2:11         |
| 12.                 | «Простор открыт»                                           |                                | | 4:29         |
| 13.                 | «Будьте здоровы (Живите богато)»                           | Егор Летов, Константин Рябинов | Егор Летов, Константин Рябинов                                                                                  | 2:22         |
| 14.                 | «Как-то утром на рассвете»                                 | Егор Летов, Константин Рябинов | — | 0:13         |
| 15.                 | «Туман»                                                    | Александр Колкер               | Ким Рыжов | 3:11         |
| 16.                 | «В начале было слово»                                      |                                | Егор Летов, Константин Рябинов, Александр Рожков                                                                | 3:30         |
| 17.                 | «Семь шагов за горизонт»                                   |                                | | 5:32         |
| 18.                 | «Семь шагов за горизонт, часть 2»                          |                                | Егор Летов, Константин Рябинов                                                                                  | 2:59         |
| 19.                 | «Следы на снегу»                                           |                                | | 2:26         |
| 20.                 | «Поживём — увидим»                                         |                                | | 1:47         |
| 21.                 | «Сто лет одиночества»                                      |                                | | 2:21         |
| 22.                 | «О отшествии преподобнаго в пустыню от славы человеческия» | —                              | Егор Летов, Константин Рябинов                                                                                  | 4:50         |
| Общая длительность: | Общая длительность:                                        | Общая длительность:            | Общая длительность:                                                                                             | 75:45        |

ХОР
| №                   | Название                                                   | Текст песни                    | Музыка | Длительность |
| ------------------- | ---------------------------------------------------------- | ------------------------------ | --- | ------------ |
| 1.                  | «Свобода»                                                  |                                | | 2:57         |
| 2.                  | «Евангелие»                                                |                                | | 2:57         |
| 3.                  | «Глина научит»                                             |                                | | 4:00         |
| 4.                  | «Дрызг и брызг»                                            |                                | Егор Летов, Константин Рябинов                                                                                  | 1:57         |
| 5.                  | «Вечная весна»                                             |                                | В изданиях 1993—2000 и 2016/2018: Егор Летов, Игорь Жевтун, Константин Рябинов В изданиях 2005—2014: Егор Летов | 6:09         |
| 6.                  | «Привыкать»                                                |                                | | 3:26         |
| 7.                  | «Зерно на мельницу»                                        |                                | | 2:49         |
| 8.                  | «Всё ли понарошку»                                         |                                | | 3:01         |
| 9.                  | «Зря вы это всё»                                           |                                | Егор Летов, Константин Рябинов                                                                                  | 7:46         |
| 10.                 | «Офелия»                                                   |                                | | 4:52         |
| 11.                 | «Передозировка»                                            |                                | | 2:08         |
| 12.                 | «Простор открыт»                                           |                                | | 4:25         |
| 13.                 | «Будьте здоровы (Живите богато)»                           | Егор Летов, Константин Рябинов | Егор Летов, Константин Рябинов                                                                                  | 2:18         |
| 14.                 | «Как-то утром на рассвете»                                 | Егор Летов, Константин Рябинов | — | 0:13         |
| 15.                 | «Туман»                                                    | Александр Колкер               | Ким Рыжов | 3:08         |
| 16.                 | «В начале было слово»                                      |                                | Егор Летов, Константин Рябинов, Александр Рожков                                                                | 3:22         |
| 17.                 | «Семь шагов за горизонт»                                   |                                | | 5:25         |
| 18.                 | «Семь шагов за горизонт, часть 2»                          |                                | Егор Летов, Константин Рябинов                                                                                  | 2:56         |
| 19.                 | «Следы на снегу»                                           |                                | | 2:22         |
| 20.                 | «Поживём — увидим»                                         |                                | | 1:44         |
| 21.                 | «Сто лет одиночества»                                      |                                | | 2:22         |
| 22.                 | «О отшествии преподобнаго в пустыню от славы человеческия» | —                              | Егор Летов, Константин Рябинов                                                                                  | 4:44         |
| Общая длительность: | Общая длительность:                                        | Общая длительность:            | Общая длительность:                                                                                             | 76:03        |

Мистерия звука, Выргород
| №                   | Название                                                   | Текст песни                    | Музыка | Длительность |
| ------------------- | ---------------------------------------------------------- | ------------------------------ | --- | ------------ |
| 1.                  | «Свобода»                                                  |                                | | 2:57         |
| 2.                  | «Евангелие»                                                |                                | | 2:56         |
| 3.                  | «Глина научит»                                             |                                | | 4:05         |
| 4.                  | «Дрызг и брызг»                                            |                                | Егор Летов, Константин Рябинов                                                                                  | 1:56         |
| 5.                  | «Вечная весна»                                             |                                | В изданиях 1993—2000 и 2016/2018: Егор Летов, Игорь Жевтун, Константин Рябинов В изданиях 2005—2014: Егор Летов | 6:08         |
| 6.                  | «Привыкать»                                                |                                | | 3:34         |
| 7.                  | «Зерно на мельницу»                                        |                                | | 2:47         |
| 8.                  | «Всё ли понарошку»                                         |                                | | 2:59         |
| 9.                  | «Зря вы это всё»                                           |                                | Егор Летов, Константин Рябинов                                                                                  | 7:45         |
| 10.                 | «Офелия»                                                   |                                | | 4:47         |
| 11.                 | «Передозировка»                                            |                                | | 2:12         |
| 12.                 | «Простор открыт»                                           |                                | | 4:29         |
| 13.                 | «Будьте здоровы (Живите богато)»                           | Егор Летов, Константин Рябинов | Егор Летов, Константин Рябинов                                                                                  | 2:18         |
| 14.                 | «Как-то утром на рассвете»                                 | Егор Летов, Константин Рябинов | — | 0:12         |
| 15.                 | «Туман»                                                    | Александр Колкер               | Ким Рыжов | 3:11         |
| 16.                 | «В начале было слово»                                      |                                | Егор Летов, Константин Рябинов, Александр Рожков                                                                | 3:20         |
| 17.                 | «Семь шагов за горизонт»                                   |                                | | 5:23         |
| 18.                 | «Семь шагов за горизонт, часть 2»                          |                                | Егор Летов, Константин Рябинов                                                                                  | 2:55         |
| 19.                 | «Следы на снегу»                                           |                                | | 2:21         |
| 20.                 | «Поживём — увидим»                                         |                                | | 1:43         |
| 21.                 | «Сто лет одиночества»                                      |                                | | 2:20         |
| 22.                 | «О отшествии преподобнаго в пустыню от славы человеческия» | —                              | Егор Летов, Константин Рябинов                                                                                  | 4:49         |
| Общая длительность: | Общая длительность:                                        | Общая длительность:            | Общая длительность:                                                                                             | 77:03        |

## Участники записи
Музыканты
- Константин Рябинов — бас, электроорган, соло-гитары, вибрафон, губная гармошка, перкуссия, металлофон, фортепиано*
- Егор Летов — вокал, гитары, ударные, губная гармошка, соло-гитара («Зерно на мельницу»)*
- Анна Волкова — скрипки, электроорган («Вечная весна» и «Семь шагов за горизонт, часть 2»)*
- Игорь Жевтун — бас («Евангелие», «Вечная весна», «Офелия», «О отшествии…»)*, гитара («Свобода», «Вечная весна»), перкуссия**
- Александр Рожков — гитара, флейты, металлофон («В начале было слово»), губная гармошка*

Производство*
- Егор Летов — продюсер, пересведение, реставрация, оформление, внешняя обложка
- Наталья Чумакова — пересведение, реставрация, мастеринг
- Константин Рябинов — внешняя обложка
- Евгений Колесов, Анна Волкова, Владимир Васильев, Юрий Чашкин — фото

* В соответствии с выходными данными 2014—2018 годов от «Выргорода».
** В соответствии с выходными данными не ранее 2016 года от «Выргорода».

## История релизов
| Страна                   | Дата            | Формат         | Лейбл                                        | Каталог                           |
| ------------------------ | --------------- | -------------- | -------------------------------------------- | --------------------------------- |
| Россия                   | 1993            | Двойной LP     | Золотая долина                               | ZD003                             |
| Россия                   | 1996            | MC             | Звукореки                                    | 009                               |
| Россия                   | 2000            | MC             | ХОР                                          | hmc-024                           |
| Россия                   | 2000            | MC             | ХОР                                          | hmc-020 hmc-024                   |
| Россия                   | 2000            | CD (jewel box) | Moroz Records (совместно с «ХОРом»)          | MR99287 CD (основной), HCD-024    |
| Россия                   | 2000            | CD (jewel box) | Moroz Records (совместно с «ХОРом»)          | dMR 29199 CD (основной), HCD-024a |
| Россия                   | 2005            | CD (digipak)   | Мистерия звука                               | MZ 267-9                          |
| Россия                   | 2007            | CD (digipak)   | Мистерия звука                               | MZ 267-9                          |
| Россия                   | 5 февраля 2014  | CD (digipak)   | Выргород                                     | ВЫРГОРОД 128                      |
| Россия                   | 26 декабря 2018 | Двойной LP     | Выргород                                     | LPWYR 128-18                      |
| Россия · (производство ) | 1994            | CD (digipak)   | BSA Records                                  | OM 02-038                         |
| Россия · (производство ) | 1997            | CD (jewel box) | BSA Records                                  | OM 02-038                         |
| Россия · (производство ) | 31 мая 2016     | Двойной LP     | Выргород                                     | LPWYR 128-16                      |
| Украина                  | 2000            | MC             | Moon Records (совместно с «ХОРом»)           | hmc-020 hmc-024                   |
| Украина                  | 2006            | CD (jewel box) | Moon Records (совместно с «Мистерией звука») | MR 1799-2 (основной), MZ 267-9    |

## Признание
- Альбом занял 9-е место в списке «50 лучших русских альбомов всех времён», составленный журналом «Афиша» по итогам опроса молодых российских музыкантов[33].
- Альбом занял 7-е место в списке «100 лучших постсоветских альбомов» по версии того же журнала:

Это музыка в первую очередь живая, искрящаяся, и она, выросшая из совместных джемов, в общем-то, и не могла быть другой. Практически все песни «Ста лет одиночества» записаны максимум с пятого дубля, но кроме живости в них есть и продуманность, и стойкость. Летов говорил о том, что это альбом о любви и это музыка о том, как любить, когда это кажется невозможным, как страшна бывает любовь, как она все-таки стоит того. «Сто лет одиночества», записанный между двумя периодами Летова, стоит особняком среди его обширной дискографии, как и последний «Зачем снятся сны», который изначально планировал быть новым альбомом «Егора и ************». Обе эти записи дарят слушателю какую-то парадоксальную надежду, наполняют его теплом, дают через очищение пройти сквозь тридцать лет — тридцать лет нашего общего одиночества.— Артём Макарский, «100 лучших постсоветских альбомов по версии Афиши Daily», 2022 год

## Интересные факты
- Песня «Офелия», записанная с 12 по 13 ноября 1991 года, является самой любимой песней Егора и одной из лучших его песен[35]. По его словам, была сочинена во время работы над текстом «В блокадном Ленинграде не спешат часы»[35]. Однако после смерти Егора его брат Сергей высказался, что на самом деле песня «Офелия» — реквием, посвящённый памяти Янки Дягилевой[36].
- Песня «Передозировка» была написана после смерти кота Егора Летова, прожившего у него 11 лет[37][38].
- Только на издании 2005 года последняя песня «О отшествии преподобнаго в пустыню от славы человеческия» резко обрывается (что соответствует первоначальному замыслу), а не медленно затихает, как на предыдущих изданиях (так называемый «фейдинг»)[39].
- Песни «Свобода» и «Евангелие» были написаны для альбома «Прыг-скок», но в него не вошли[40][41].
- В феврале 1995 года альбом получил главный приз за дизайн обложки премии «Бронзовый волчок» (учреждена телекомпанией НТВ и звукозаписывающей фирмой «Триарий»)[42]. Альбом «Сто лет одиночества» обошёл таких конкурентов, как «Нервная ночь» Константина Кинчева, «Хару Мамбуру» группы «Ногу свело!», «Винные мемуары» группы «Крематорий» и альбом группы «Ятха»[42]. На награждении, проходившем в московской гостинице «Рэдиссон САС Славянская», Егор Летов не присутствовал[43].
- «Семь шагов за горизонт» — название советского научно-популярного фильма студии «Киевнаучфильм».
- «Сто лет одиночества» — название романа Габриэля Гарсиа Маркеса в жанре магический реализм.

### Общие
1. 1 2  Из авторского комментария к песне из альбома CD-издания «Выргород»:ТУМАН (дубль 1), зап. 18.12.1989 г.
Вообще-то создан для «Хроники Пикирующего Бомбардировщика» проекта «Коммунизм», но оказался настолько подходящим по духу, да и вообще настолько близким ко всему тому, чем мы жили в то время, что было решено вставить его без изменений сюда.
Кузьма — акустические гитары, басс, голос в начале и конце; я — ударные, вокал.— Егор Летов, 15 апреля 2005 (ссылка Архивная копия от 24 июня 2021 на Wayback Machine)
2. 1 2 3 4 5  См. стиль на Discogs Архивная копия от 30 июня 2021 на Wayback Machine.
3. ↑  Дополнительные лейблы смотреть в разделе «История релизов».
4. ↑  ЕГОР ЛЕТОВ 26.05.07 Москва Б1 «Зачем Снятся Сны» ИНТЕРВЬЮ. Дата обращения: 20 июня 2021. Архивировано 24 июня 2021 года.
5. ↑  Егор Летов: «Нас хотят сделать частью попса». Дата обращения: 23 апреля 2008. Архивировано 4 мая 2008 года.
6. ↑  200 ЛЕТ ОДИНОЧЕСТВА. Интервью с Егором Летовым. Дата обращения: 23 апреля 2008. Архивировано 4 мая 2008 года.
7. ↑  См. дату релиза на Discogs Архивная копия от 24 июня 2021 на Wayback Machine.
8. ↑  Полноценный вариант
  - ГрОб-Хроники — Золотая долина, 2×LP Архивная копия от 24 июня 2021 на Wayback Machine

Бракованный вариант
  - ГрОб-Хроники — Золотая долина, 2×LP Архивная копия от 24 июня 2021 на Wayback Machine
9. ↑  См. дату релиза на Discogs Архивная копия от 24 июня 2021 на Wayback Machine.
10. ↑  ГрОб-Хроники — Звукореки, MC. Дата обращения: 21 июня 2021. Архивировано 8 июля 2020 года.
11. ↑  См. дату релиза на Discogs (ссылка 1 Архивная копия от 24 июня 2021 на Wayback Machine и ссылка 2 Архивная копия от 25 июня 2021 на Wayback Machine).
12. ↑  CD-релиз был подготовлен «ХОРом» при поддержке Moroz Records в 1999 году (это можно узнать из задней обложки Архивная копия от 15 ноября 2019 на Wayback Machine), но издан только в 2000-м (ссылка).
13. ↑  Вариант без территориальных ограничений на продажу
  - ГрОб-Хроники — ХОР, MC Архивная копия от 8 июля 2020 на Wayback Machine
14. ↑  Вариант не для продажи на территории Москвы
  - ГрОб-Хроники — ХОР, MC Архивная копия от 24 июня 2021 на Wayback Machine
15. ↑  ГрОб-Хроники — ХОР/Moroz Records, CD. Дата обращения: 21 июня 2021. Архивировано 8 февраля 2021 года.
16. ↑  1-е издание с упрощённым оформлением
  - ГрОб-Хроники — ХОР/Moroz Records, CD Архивная копия от 24 июня 2021 на Wayback Machine

2-е издание с упрощённым оформлением
  - ГрОб-Хроники — ХОР/Moroz Records, CD Архивная копия от 8 февраля 2021 на Wayback Machine
17. ↑  См. дату релиза на «ГрОб-Хрониках Архивная копия от 24 июня 2021 на Wayback Machine».
18. ↑  Издание 2005 года (бракованный вариант)
  - ГрОб-Хроники — Мистерия звука, CD Архивная копия от 24 июня 2021 на Wayback Machine

Издание 2005 года
  - ГрОб-Хроники — Мистерия звука, CD Архивная копия от 24 июня 2021 на Wayback Machine

Издание 2007 года
  - ГрОб-Хроники — Мистерия звука, CD Архивная копия от 24 июня 2021 на Wayback Machine
19. ↑  См. дату релиза на Discogs Архивная копия от 24 июня 2021 на Wayback Machine.
20. ↑  (31.01.2014) Выргород начинает переиздание альбомов Гражданской Обороны, Егора Летова, выходивших на Мистерии Звука в 2005—2007 годах. Первые ласточки — Егор и Опизденевшие. Издания в наличии с 5 февраля 2014 года Архивная копия от 9 декабря 2021 на Wayback Machine
21. ↑  1-е издание (ООО «ПО „ЕОД“»)
  - ГрОб-Хроники — Выргород, CD Архивная копия от 24 июня 2021 на Wayback Machine

2-е издание (ООО «Инновационные технологии»)
  - ГрОб-Хроники — Выргород, CD Архивная копия от 24 июня 2021 на Wayback Machine

3-е издание (ООО «Инновационные технологии»)
  - ГрОб-Хроники — Выргород, CD Архивная копия от 14 февраля 2021 на Wayback Machine

4-е издание (ООО «Инновационные технологии»)
  - ГрОб-Хроники — Выргород, CD Архивная копия от 8 февраля 2021 на Wayback Machine
22. ↑  «Представляем новый тираж „Сто лет одиночества“ на виниле» — Новость «Выргорода» от 26.12.2018 Архивная копия от 9 декабря 2021 на Wayback Machine
23. ↑  ГрОб-Хроники — Выргород, 2×LP. Дата обращения: 21 июня 2021. Архивировано 24 июня 2021 года.
24. ↑  См. дату релиза на Discogs Архивная копия от 24 июня 2021 на Wayback Machine.
25. ↑  Первое издание (Австрия, 1994)
  - ГрОб-Хроники — BSA Records, CD Архивная копия от 24 июня 2021 на Wayback Machine

Второе издание (Швеция, 1997)
  - ГрОб-Хроники — BSA Records, CD Архивная копия от 24 июня 2021 на Wayback Machine
26. ↑  См. дату релиза на Discogs Архивная копия от 24 июня 2021 на Wayback Machine.
27. ↑  См. дату релиза на Discogs Архивная копия от 24 июня 2021 на Wayback Machine.
28. ↑  ГрОб-Хроники — Выргород, 2×LP. Дата обращения: 21 июня 2021. Архивировано 24 июня 2021 года.
29. ↑  См. дату релиза на «ГрОб-Хрониках Архивная копия от 28 июня 2020 на Wayback Machine».
30. ↑  ГрОб-Хроники — ХОР/Moon Records, MC. Дата обращения: 21 июня 2021. Архивировано 28 июня 2020 года.
31. ↑  См. дату релиза на «ГрОб-Хрониках Архивная копия от 24 июня 2021 на Wayback Machine».
32. ↑  ГрОб-Хроники — Мистерия звука/Moon Records, CD. Дата обращения: 21 июня 2021. Архивировано 24 июня 2021 года.
33. ↑  Афиша Волна: Выбор молодых музыкантов: первая десятка — Архив. Дата обращения: 11 ноября 2017. Архивировано 4 мая 2019 года.
34. ↑  100 ЛУЧШИХ ПОСТСОВЕТСКИХ АЛЬБОМОВ ПО ВЕРСИИ «АФИШИ DAILY». Дата обращения: 18 августа 2022. Архивировано 10 февраля 2022 года.
35. 1 2  Сто Лет Одиночества, 1993 / Дискография — Гражданская Оборона. Дата обращения: 28 апреля 2010. Архивировано 5 января 2012 года.
36. ↑  ГрОб-Хроники | Радиостанция «Финам FM» — Русский рок в лицах: группа «Гражданская оборона». Дата обращения: 20 июня 2021. Архивировано 24 июня 2021 года.
37. ↑  Крылова Ольга. Людей не жалко. «Гражданская Оборона» сменила русские шинели на Американский камуфляж. superroot.narod.ru. МК Бульвар. Дата обращения: 27 июня 2021. Архивировано из оригинала 28 декабря 2005 года.
38. ↑  ГрОб-Хроники | МК-Бульвар № 42 (126) — Людей не жалко… Неформатная Революция. Дата обращения: 27 июня 2021. Архивировано 27 июня 2021 года.
39. ↑  «Самый красивый и глобальный опус, созданный нашим коллективом. К сожалению, <…> ни разу нигде не изданный в должном виде — то есть с резким обрывом в конце. Из всяческих лучших побуждений и соображений работники студий и выпускающих компаний почему-то постоянно „улучшали“ концовку, превращая её в беззубый фейдинг, что самым скверным образом изменяло и убивало смысл как произведения, так и всего альбома». — Егор Летов о песне «О отшествии преподобнаго в пустыню от славы человеческия» (ссылка Архивная копия от 24 июня 2021 на Wayback Machine)
40. ↑  «Изначально написана как бонус к уже готовому „Прыг-Скоку“. Но так как он уже пошёл в распространение в том виде, в каком был сведён и собран, песня как бы «провисла» на какое-то время, пока не возникла и не оформилась идея нового альбома». — Егор Летов о песне «Свобода» (ссылка Архивная копия от 24 июня 2021 на Wayback Machine)
41. ↑  «Так же, как и „Свобода“, с опозданием написана для „Прыг-Скока“». — Егор Летов о песне «Евангелие» (ссылка Архивная копия от 24 июня 2021 на Wayback Machine)
42. 1 2  Вручены премии «Бронзовый волчок». kommersant.ru. Газета «Коммерсантъ» № 35 (25 февраля 1995). Дата обращения: 27 июня 2021. Архивировано 26 июня 2021 года.
43. ↑  Егор Летов. Ответы на вопросы посетителей официального сайта Гражданской Обороны, 25.01.08 (часть 1) Архивная копия от 17 января 2020 на Wayback MachineАндрей, Москва
Егор, здравствуйте!
Я хотел бы узнать, получали ли Вы лично награду под названием «Бронзовый волчок» за дизайн диска «Сто Лет Одиночества» выпущенного фирмой BSA Records, в 1994 году. Награждение было в Москве весной 1995 года в гостинице «Рэдиссон Славянская». Премия была утверждена телеканалом НТВ и фирмой звукозаписи «Триарий». Было представлено 200 работ от 40 фирм звукозаписи.- Нет, к сожалению, не получал, по причине того, что ее присвоили себе BSA, и глаза мои ее не видели.